# 海老名さん家の茶ぶ台
『海老名さん家の茶ぶ台』（えびなさんちのちゃぶだい）は、TBSテレビほかにて2011年10月26日から2012年3月14日まで毎週水曜日の19:00 - 19:55に放送されたトークバラエティ番組。

## 概要
2011年10月に結婚した2代林家三平・国分佐智子夫妻と、“昭和の爆笑王”と呼ばれた2代三平の父である初代林家三平の妻で、2代三平の母でもある海老名香葉子がレギュラー出演し、ゲストとさまざまなテーマについてトークを繰り広げる。なお収録は2代三平の兄・9代目正蔵の自宅で、初代三平の資料館でもあるねぎし三平堂（東京都台東区根岸）にて行われていた。
国分はバラエティ番組の出演はあるが、司会は初めてであった。
2012年4月18日より、『まさかのホントバラエティー イカさまタコさま』が放送されるのに伴い、同年3月14日で終了した。

## レギュラー出演者
- 林家三平
- 国分佐智子（2代目三平の妻、女優）
- 海老名香葉子（三平の母親、エッセイスト、ねぎし事務所代表）
- ユージ[2] - 進行役
- 駒田健吾[2]（TBSアナウンサー） - 進行役

## 当番組の扱い
- TBS系列では1982年開始の『そこが知りたい』からローカルセールス枠を設けている。同時ネット局であっても個別にローカル編成を組む場合があった。

## ネット局
| 放送対象地域 | 放送局名                 | 放送時間           | 遅れ       |
| ------------ | ------------------------ | ------------------ | ---------- |
| 関東広域圏   | TBSテレビ (TBS)          | 水曜 19:00 - 19:55 | 制作局     |
| 北海道       | 北海道放送 (HBC)         | 水曜 19:00 - 19:55 | 同時ネット |
| 岩手県       | IBC岩手放送 (IBC)        | 水曜 19:00 - 19:55 | 同時ネット |
| 宮城県       | 東北放送 (TBC)           | 水曜 19:00 - 19:55 | 同時ネット |
| 山形県       | テレビユー山形 (TUY)     | 水曜 19:00 - 19:55 | 同時ネット |
| 福島県       | テレビユー福島 (TUF)     | 水曜 19:00 - 19:55 | 同時ネット |
| 富山県       | チューリップテレビ (TUT) | 水曜 19:00 - 19:55 | 同時ネット |
| 石川県       | 北陸放送 (MRO)           | 水曜 19:00 - 19:55 | 同時ネット |
| 中京広域圏   | 中部日本放送 (CBC)       | 水曜 19:00 - 19:55 | 同時ネット |
| 広島県       | 中国放送 (RCC)           | 水曜 19:00 - 19:55 | 同時ネット |
| 山口県       | テレビ山口 (tys)         | 水曜 19:00 - 19:55 | 同時ネット |
| 愛媛県       | あいテレビ (itv)         | 水曜 19:00 - 19:55 | 同時ネット |
| 長崎県       | 長崎放送 (NBC)           | 水曜 19:00 - 19:55 | 同時ネット |
| 大分県       | 大分放送 (OBS)           | 水曜 19:00 - 19:55 | 同時ネット |
| 宮崎県       | 宮崎放送 (MRT)           | 水曜 19:00 - 19:55 | 同時ネット |
| 沖縄県       | 琉球放送 (RBC)           | 水曜 19:00 - 19:55 | 同時ネット |
| 福岡県       | RKB毎日放送 (rkb)        | 木曜 20:00 - 20:54 | 遅れネット |
| 鹿児島県     | 南日本放送 (MBC)         | 木曜 20:00 - 20:54 | 遅れネット |

## スタッフ
- ナレーション：増岡弘、佐藤政道
- 構成：鈴木おさむ、佐藤雄介、塚田ゆみ、播田ナオミ、小林正和
- CG：ぴーたん、TEAビデオセンター
- TM：石川博章
- TD：中野剛一郎、平林雅之
- VE：小室賢一
- CAM：田代和也
- 照明：風間大介
- 音声：松崎真澄
- TK：長谷川道子
- 音響効果：新谷隆生
- 編集：栗原康幸（オムニバスジャパン）
- MA：的地将
- ENG：中島純
- 美術プロデューサー：中江大志
- 美術制作：鈴木直人
- メイク：アートメイク・トキ
- 技術協力：東通
- 制作協力：ファルコン、ボトム
- 編成：秤淳一郎、山田康裕
- AP：大山小百合、松原元美
- ディレクター：石黒光典、むたゆうじ、藤村卓也、飯干友樹、青木良憲、黒津健太郎、安永洋平／佐々木俊
- チーフディレクター：川口央
- プロデューサー：谷澤美和、髙宮望、壁谷政彦、西沢雅文
- チーフプロデューサー：小谷和彦
- 制作著作：TBS